# Les Huit Chevaux
Les Huit Chevaux (chinois traditionnel : 八駿全圖 ; pinyin : Bajun Tlx) est la plus fameuse peinture de Xu Beihong. Réalisée à l'encre de Chine en 1943, elle représente huit chevaux courant joyeusement vers le spectateur, symboles de bonheur et de succès. Elle est l'une des œuvres les plus représentatives de la peinture chinoise moderne.

## Contexte
Xu Beihong est célèbre pour ses peintures de chevaux en mouvements, qui symbolisent l'énergie révolutionnaire du peuple chinois. Sa peinture Les Huit Chevaux est inspirée des huit chevaux légendaires du roi Zhou Muwang, qui forment l'un des récits chinois les plus célèbres à propos de cet animal. Chaque cheval a son propre nom, une couleur particulière, et des qualités associées. 

## Description
Cette peinture à l'encre et couleurs sur papier, signée et datée de 1943, mesure 178 × 92,5 cm.
Elle représente huit chevaux au galop, de différentes couleurs, avançant vers le spectateur. Ces huit chevaux se distinguent par leur forme et leur élégance, et par leur technique de peinture, résultat de la fusion des techniques chinoises et occidentales. Les chevaux présentent à la fois le style des peintures occidentales, et le travail au pinceau à main levée des peintures chinoises traditionnelles. L'encre est toujours appliquée en fonction de la forme et de la structure du cheval. La couleur de l'encre est pâle et claire, ce qui exprime la forme du cheval sans affecter le charme de l'encre.

## Analyse
La présence de huit chevaux représente « l'attelage le plus prestigieux possible, le symbole du succès complet et du parfait bonheur ». Cette peinture est donc un symbole de liberté et de force, perçu comme unanimement positif dans la culture chinoise.
Les Huit Chevaux est devenu la plus fameuse peinture de Xu Beihong. De par son style considéré comme unique et novateur, cette œuvre est devenue un symbole de la peinture chinoise moderne.